# Xylophanes indistincta
Espèce
Xylophanes indistincta est une espèce de lépidoptères de la famille des Sphingidae, de la sous-famille des Macroglossinae, tribu des Macroglossini, sous-tribu des Choerocampina, et du genre Xylophanes.

## Description
L'espèce ressemble beaucoup à Xylophanes aristor, mais les specimen sont plus petit. La couleur de fond est principalement gris-vert, bien que la face inférieure antérieure présente une zone apicale jaune pâle sur la côte et une couleur de fond jaune orangé.

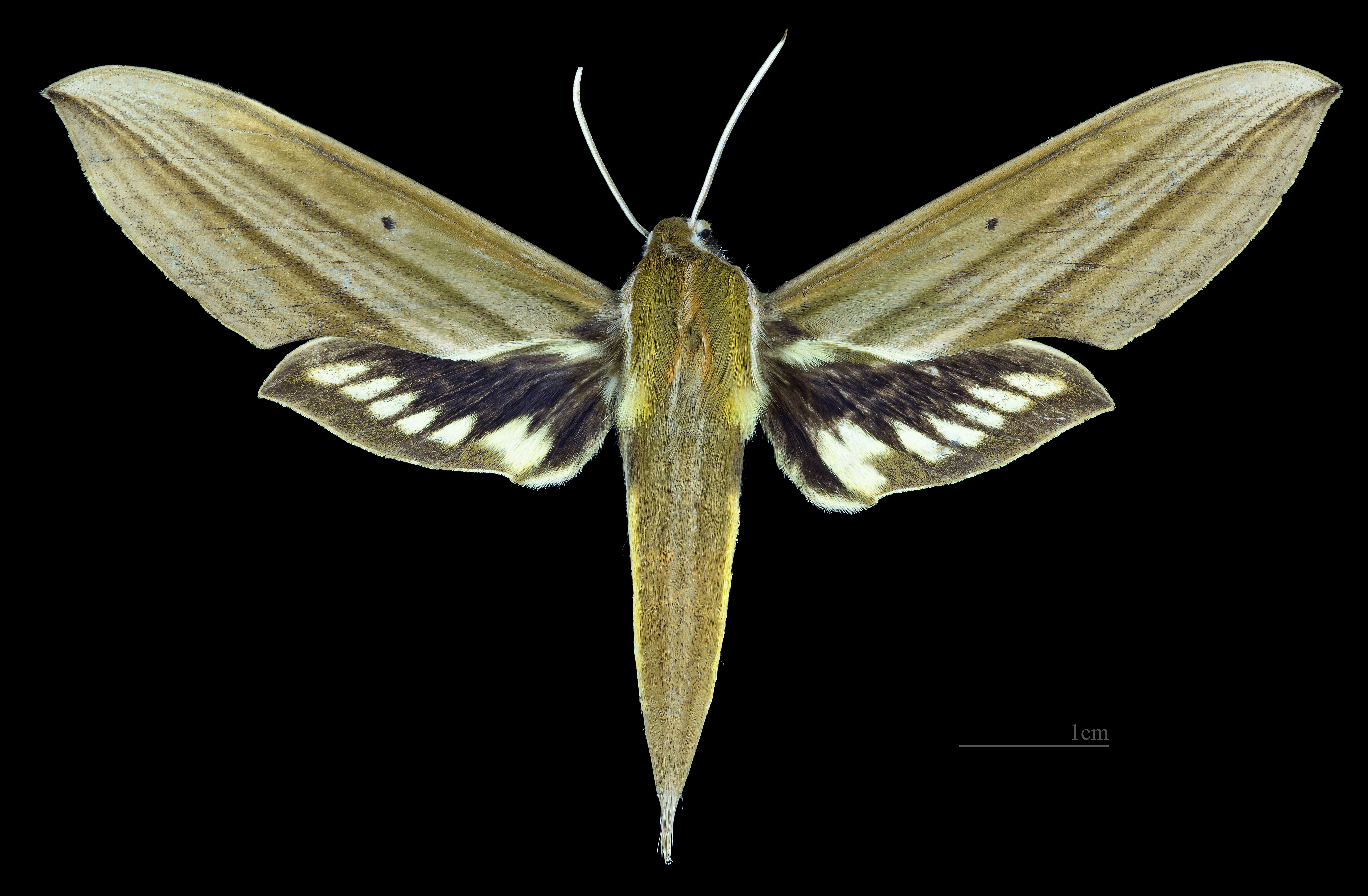
Avers de la femelle (coll.MHNT)
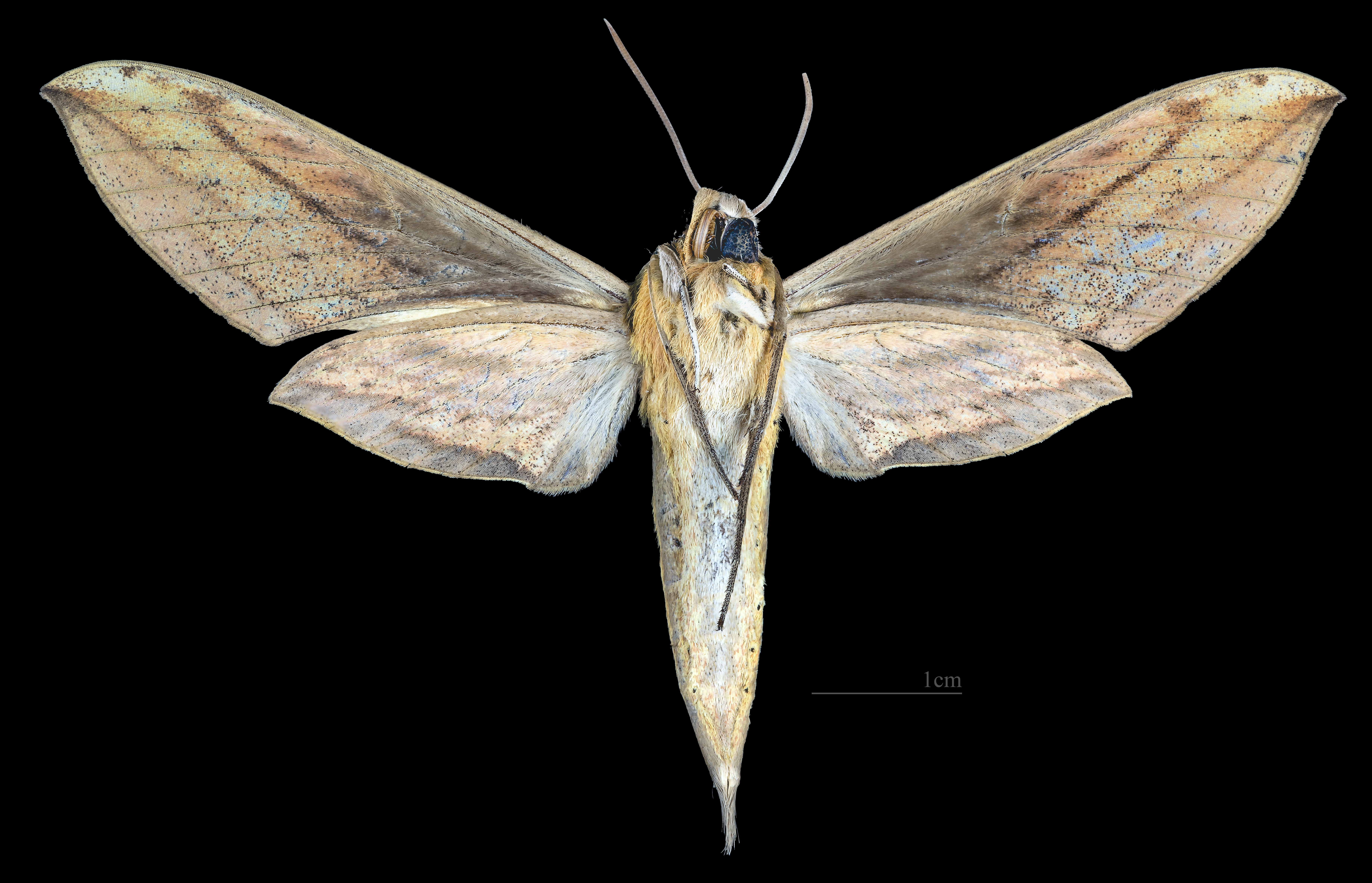
Revers de la femelle (coll.MHNT)

## Biologie
Les larves se nourrissent sur Psychotria panamensis, Psychotria nervosa et Pavonia guanacastensis. Les imagos volent toute l'année.

## Distribution et habitat
Distribution
L'espèce est connue au sud-est du Brésil dans le vaste parc national d'Itatiaia qui s’étend sur deux Etats.

## Systématique
L'espèce Xylophanes indistincta a été décrite par le peintre, illustrateur et entomologiste allemand Gustav Adolf Closs en 1915.

### Synonyme
- Xylophanes crotonis zikani Clark, 1922